# Timing (Film)
Timing ist ein Zeichentrickfilm des südkoreanischen Regisseurs Min Kyung-jo. Der Film basiert auf dem gleichnamigen Manhwa von Kang Full.

## Inhalt
Der Lehrer Park Ja-gi unterrichtet die Schüler an einer Highschool in Seoul. Ja-gis Mutter ist eine Schamanin. Obwohl Ja-gi die schamanischen Praktiken seiner Mutter nicht glaubt, sieht er in seinen Träumen negative Ereignisse voraus. Ja-gi träumt, dass viele Menschen Suizid begehen, indem sie vom Schulgebäude hinunterspringen. Geschockt wacht Ja-gi von seinem Traum auf und will den Massen-Suizid  verhindern. Auf der Straße trifft er auf Jang Se-yoon und auf Kang Min-yok. Se-yoon kann für 10 Minuten in die Zukunft sehen und Min-yok kann die Zeit um 10 Minuten zurückdrehen. Ja-gi will das zukünftige Ereignis auf dem Schulgelände verändern.

## Synchronisation
| Rolle         | Originalsprecher |
| ------------- | ---------------- |
| Park Ja-gi    | Park Ji-yoon     |
| Kim Young-tak | Ahn Jae-hyun     |
| Kang Min-hyuk | Ryu Seung-gon    |
| Jang Se-yoon  | Yeo Min-jeong    |
| Baek Ki-hyung | Sim Hyu-hyuk     |
| Yang Sung-sik | Sung Wang-kyung  |

## Produktion und Veröffentlichung
Die Produktion des Films begann im Jahr 2010. Regie führte Min Kyung-jo und das Drehbuch schrieb Kang Full.
Ursprünglich sollte der Film 2012 erscheinen, wurde jedoch aus Sponsorengründen verschoben. Der Film feierte 2014 seine Premiere auf dem Busan International Film Festival.

## Auszeichnung
| Jahr | Festival                                           | Kategorie   | Ergebnis |
| ---- | -------------------------------------------------- | ----------- | -------- |
| 2015 | Seoul International Cartoon and Animation Festival | Grand Price | Gewonnen |